# Imperial (Californie)
Pour les articles homonymes, voir Imperial.
Imperial est une municipalité du comté d'Imperial, en Californie, aux États-Unis. Sa population s’élevait à 14 758 habitants lors du recensement de 2010, estimée à 18 206 habitants en 2017.

## Géographie
Selon le Bureau du recensement des États-Unis, la ville a une superficie de 10,1 km2.

## Démographie
| 1910  | 1920  | 1930  | 1940  | 1950  | 1960  |
| ----- | ----- | ----- | ----- | ----- | ----- |
| 1 257 | 1 885 | 1 943 | 1 493 | 1 759 | 2 658 |

| 1970  | 1980  | 1990  | 2000  | 2010   | - |
| ----- | ----- | ----- | ----- | ------ | - |
| 3 094 | 3 451 | 4 113 | 7 560 | 14 758 | - |

## Source
- (en) Cet article est partiellement ou en totalité issu de l’article de Wikipédia en anglais intitulé « Imperial, California » (voir la liste des auteurs).

1. ↑  « Statistiques des États-Unis - Californie - Profils des communautés de 2010 » (consulté en novembre 2020)